# Хасборн (Ајфел)
Хасборн (њем. Hasborn) општина је у њемачкој савезној држави Рајна-Палатинат. Једно је од 107 општинских средишта округа Бернкастел-Витлих. Према процјени из 2010. у општини је живјело 551 становника. Посједује регионалну шифру (AGS) 7231049.

## Географски и демографски подаци
Хасборн се налази у савезној држави Рајна-Палатинат у округу Бернкастел-Витлих. Општина се налази на надморској висини од 375 метара. Површина општине износи 6,2 km². У самом мјесту је, према процјени из 2010. године, живјело 551 становника. Просјечна густина становништва износи 89 становника/km².